# Trîbuhivka, Dunaiivți
Trîbuhivka (în ucraineană Трибухівка) este un sat în comuna Velîkîi Jvanciîk din raionul Dunaiivți, regiunea Hmelnîțkîi, Ucraina.

## Demografie
Componența lingvistică a localității Trîbuhivka
     Ucraineană (100%)
Conform recensământului din 2001, toată populația localității Trîbuhivka era vorbitoare de ucraineană (100%).